# Tony Gaze
Tony Gaze, avstralski dirkač Formule 1 in vojaški pilot, * 3. februar 1920, Prahran, Melbourne, Viktorija, Avstralija, † 29. julij 2013, Geelong.
V svoji karieri je nastopil le na štirih dirkah v sezoni 1952, ko je uvrstitev dosegel le na svoji prvi dirki za Veliko nagrado Belgije, kjer je zasedel petnajsto mesto.

## Popolni rezultati Formule 1
(legenda) (odebeljene dirke pomenijo najboljši štartni položaj, poševne pa najhitrejši krog, †-uvrščen kljub odstopu)
| Leto | Moštvo    | Šasija | Motor           | 1   | 2   | 3      | 4   | 5      | 6       | 7   | 8       | Prv | Toč |
| ---- | --------- | ------ | --------------- | --- | --- | ------ | --- | ------ | ------- | --- | ------- | --- | --- |
| 1952 | Tony Gaze | HWM    | Alta Straight-4 | ŠVI | 500 | BEL 15 | FRA | VB Ret | NEM Ret | NIZ | ITA DNQ | -   | 0   |